# Billy’s Hollywood Screen Kiss
Billy’s Hollywood Screen Kiss – amerykańska komedia romantyczna w reżyserii Tommy’ego O’Havera z 1998 r.

## Główne role
- Sean Hayes – Billy Collier
- Brad Rowe – Gabriel
- Richard Ganoung – Perry
- Meredith Scott Lynn – Georgiana
- Matthew Ashford – Whitey
- Armando Valdes-Kennedy – Fernando
- Paul Bartel – Rex Webster
- Carmine Giovinazzo – Gundy
- Holly Woodlawn – Holly